# Коваленко Олекса Кузьмович
Оле́кса Ку́зьмович Ковале́нко (10 березня 1880, хутір Власів, колишня Воронізька губернія, нині Бєлгородська область — 1927, Київ) — український поет, перекладач, видавець. Уродженець Східної Слобожанщини.

## Біографія
Народився 10 березня 1880 році на хуторі Власовому Бирюцького повіту Воронізької губернії (тепер Олексіївський район Білгородської області), в селянській родині. У віці 17 років за участь у революційному русі на два роки був висланий до Сибіру. Пізніше кілька років мешкав у Калузі, з 1903 року — у Києві.

### Поет
Першу поезію «Дорогому землякові П. А. Грабовському» надрукував 1900 року у львівському «Літературно-науковому віснику». А через три роки на творчість талановитого поета звернув увагу Іван Франко і помістив його вірші у збірці «Акорд».
У 1910—1911 роках вийшло відразу три поетичних збірки О. Коваленка: «Золотий засів», «Срібні роси», «Спів солов'я». У них увійшли вірші, створені за більш ніж десятирічний період.

### Перекладач
Олекса Коваленко відомий і як перекладач. З російської на українську мову їм переведені казка П. Єршова «Коник-Горбоконик», вірш О. Пушкіна «В Сибір», комедія М. Гоголя «Ревізор», поема К. Рилєєва «Войнаровський», стаття Л. Толстого «Невже це так треба?» та ін. Завдяки Коваленку українському читачеві стали відомі вірші німецьких, бельгійських, італійських і англійських поетів. За мотивами віршів закордонних класиків Г. Гейне, М. Гартмана, Е. Верхарна, А. Негрі, П. Б. Шеллі та багатьох інших Олекса Коваленко написав цілий ряд своїх творів.

### Видавець
Як видавець він склав і випустив антологію віршів та малої прози «Розвага. Український декламатор» (1905, 1906), упорядник літературно-артистичного альбому «Терновий вінок» (1908), альманахів «Досвітні огні», «З неволі». Заснував видавництво «Ранок». Проте вінцем видавничого праці О. Коваленка стала велика антологія української поезії «Українська муза» (1908), до якої увійшли твори 134 визначних українських поетів від 1798 року, а також біографічний і бібліографічний матеріал про них.
Сучасний український літературознавець професор Ф. П. Погребенник так оцінив внесок Коваленка в літературну справу:

| «Якби Олекса Коваленко — упорядник і редактор «Української музи» — не видав жодної іншої антології, то і тоді він мав би право претендувати на вдячну згадку в історії української літератури, на добру пам'ять шанувальників красного письменства. Потрібно було мати мужнє серце, наповнене великою любов'ю до України, її багатостраждальної підцензурної літератури, щоб взяти на плечі такий нелегкий вантаж: зібрати з усіх країв, з багатьох збірок, періодичних видань, рукописних нарисів поетичні квіти з української творчої ниви, розкрити перед світом її нев'янучу чарівність». |
Друкувався в часописах: «ЛНВ», «Акорди», «Промінь», «Рідний край», газетах «Руслан», «Буковина».
Деякі вірші поета переклали на музику композитори Кирило Стеценко, Павло Сениця.
Найкращі твори автора пройняті волелюбними мотивами, співчуттям до народу, ідеєю національного відродження («Народний герой», «Нехай наша доля», «Фантазія», «Не Граля нам марші» та ін.)
Помер Олекса Коваленко у 1927 році. Певна дата його смерті й місце поховання невідомі.